# Đorđe Maran
Đorđe Maran, bosansko-hercegovski general, * 17. april 1914, Kršlje (danes BiH), † 1987, Beograd, SR Srbija, SFRJ.

## Življenjepis
Maran, po poklicu učitelj, se je leta 1941 pridružil NOVJ in KPJ. Med vojno je bil politični komisar. Po vojni je bil med drugim tudi sekretar republiškega Sekretariata za narodno obrambo SR BiH.